# Carl August Bobies
Carl August Bobies (* 16. Dezember 1898 in Wien; † 21. Juni 1958 ebenda) war ein österreichischer Beamter und Paläontologe.
Bobies war von 1924 bis 1954 Beamter. Zuletzt hatte er die Stelle des Direktors des österreichischen Warenverkehrsbüros in Wien inne. Als Paläontologe erforschte Bobies insbesondere Bryozoen aus dem Jungtertiär. Er war Korrespondent der Geologischen Bundesanstalt.

## Werke
- Bryozoenführendes Obersarmat bei Kalch (Oststeiermark). In: Verhandlungen der Geologischen Bundesanstalt. 1924, S. 177–179 (zobodat.at [PDF; 307 kB]).
- Das Gaadener Becken. In: Mitteilungen der Geologischen Gesellschaft in Wien. Band 19, 1926, S. 41–78 (zobodat.at [PDF; 2,2 MB]).
- mit Heinrich Küpper: Zwei Wiener Tertiärprofile. In: Verhandlungen der Geologischen Bundesanstalt. 1926, S. 187–193 (zobodat.at [PDF; 432 kB]).
- mit Heinrich Küpper: Das Tertiär am Ostrande des Anninger. In: Jahrbuch der Kaiserlich-Königlichen Geologischen Reichsanstalt. Band 77, 1927, S. 1–27 (zobodat.at [PDF; 1,3 MB]).
- mit Heinrich Küpper: Zur Kenntnis des Bisamberggebietes. In: Verhandlungen der Geologischen Bundesanstalt. 1927, S. 213–223 (zobodat.at [PDF; 647 kB]).
- Über bryozoenführende Sedimente des inneralpinen Wiener Beckens. In: Mitteilungen der Geologischen Gesellschaft in Wien. Band 21, 1928, S. 24–34 (zobodat.at [PDF; 646 kB]).
- Bryozoenstudien: I. Die Bryozoenfauna der tortonen Strandbildungen von Kalksburg bei Wien. In: Jahrbuch der Kaiserlich-Königlichen Geologischen Reichsanstalt. Band 99, 1956, S. 225–258 (zobodat.at [PDF; 2,2 MB]).
- Bryozoenstudien: II. Die Bryozoen des österreichischen Sarmats. In: Jahrbuch der Kaiserlich-Königlichen Geologischen Reichsanstalt. Band 100, 1957, S. 81–114 (zobodat.at [PDF; 3,1 MB]).
- Die Horneridae (Bryozoa) des Tortons im Wiener und Eisenstädter Becken. In: Sitzungsberichte der Akademie der Wissenschaften mathematisch-naturwissenschaftliche Klasse. Band 167, Wien 1958, S. 119–137 (zobodat.at [PDF]).
- Bryozoenstudien III/1: 1. Die Crisiidae (Bryozoa) des Tortons im Wiener Becken. In: Jahrbuch der Kaiserlich-Königlichen Geologischen Reichsanstalt. Band 101, 1958, S. 147–165 (zobodat.at [PDF; 1,5 MB]).
- Bryozoenstudien III/2 – Die Horneridae (Bryozoa) des Tortons im Wiener und Eisenstädter Becken. In: Sitzungsberichte der Akademie der Wissenschaften mathematisch-naturwissenschaftliche Klasse. Band 167, 1958, S. 119–137 (zobodat.at [PDF; 2 MB]).